# Catephia privata
Catephia privata är en fjärilsart som beskrevs av Max Wilhelm Karl Draudt 1950. Catephia privata ingår i släktet Catephia och familjen nattflyn. Inga underarter finns listade i Catalogue of Life.